# 中筋山手東古墳群
中筋山手東古墳群（なかすじやまてひがしこふんぐん、中筋山手古墳群中筋山手東支群（庚申塚支群））は、兵庫県宝塚市中筋山手にある古墳群（群集墳）。1基が宝塚市指定史跡に指定されている。

## 概要
兵庫県南東部、天神川西岸の中筋山手丘陵東南麓に築造された古墳群である。長尾山丘陵全体の古墳群のうちでは西部に位置する。4基から構成されたが、そのうち1基（4号墳）は早い段階で失われ、残存3基の周辺も宅地化されている。1975年（昭和50年）に2号墳の発掘調査が実施されている。
古墳はいずれも円墳で、現存する1・2・3号墳はいずれも埋葬施設を両袖式の横穴式石室とする。1号墳は直径12メートルの円墳で、石室は玄室中央部をやや胴張りの平面形とする特徴をもつ。2号墳は直径11メートルの円墳で、開口部には列石が巡らされる。石室は近畿地方では珍しい複室構造であり、石室内を前後2室に区分する。石室内の調査では耳環8・須恵器・土師器が検出されており、被葬者は4人とみられる。3号墳は直径12メートルの円墳で、石室は当地域における両袖式石室の導入段階の特徴をもつ。
築造時期は、古墳時代後期の6世紀後半代と推定される。長尾山丘陵に多数分布する古墳のなかでも特異な形態の石室をもつ点で注目される古墳群になる。
2号墳の古墳域は1976年（昭和51年）に宝塚市指定史跡に指定されている。

## 遺跡歴
- 1975年（昭和50年）、1・3号墳の実測調査、2号墳の発掘調査[2]。
- 1976年（昭和51年）3月30日、2号墳が宝塚市指定史跡に指定。
- 2018年（平成30年）、宅地造成工事に伴う1・3号墳の墳丘裾部の発掘調査[1]。

## 一覧

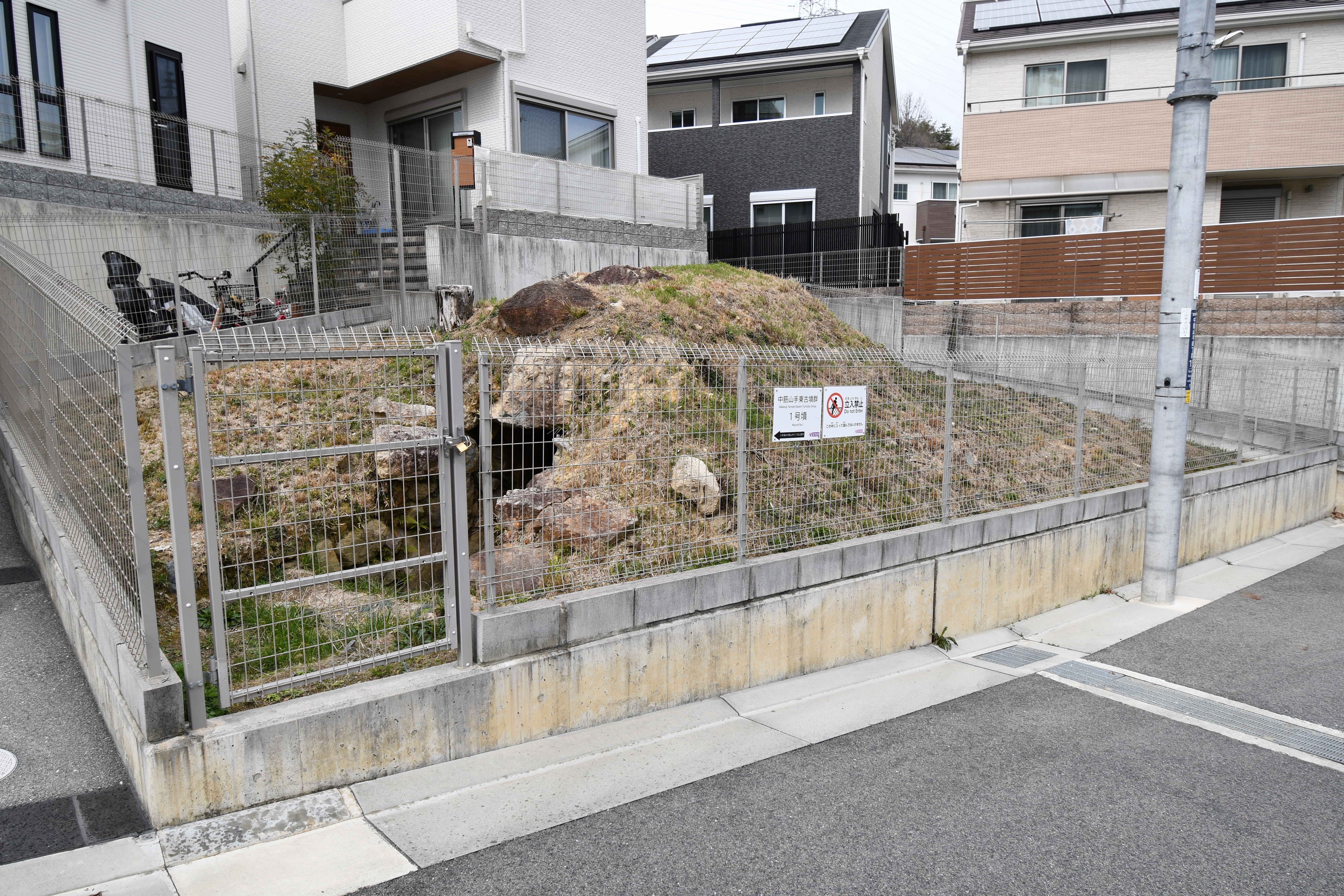
1号墳

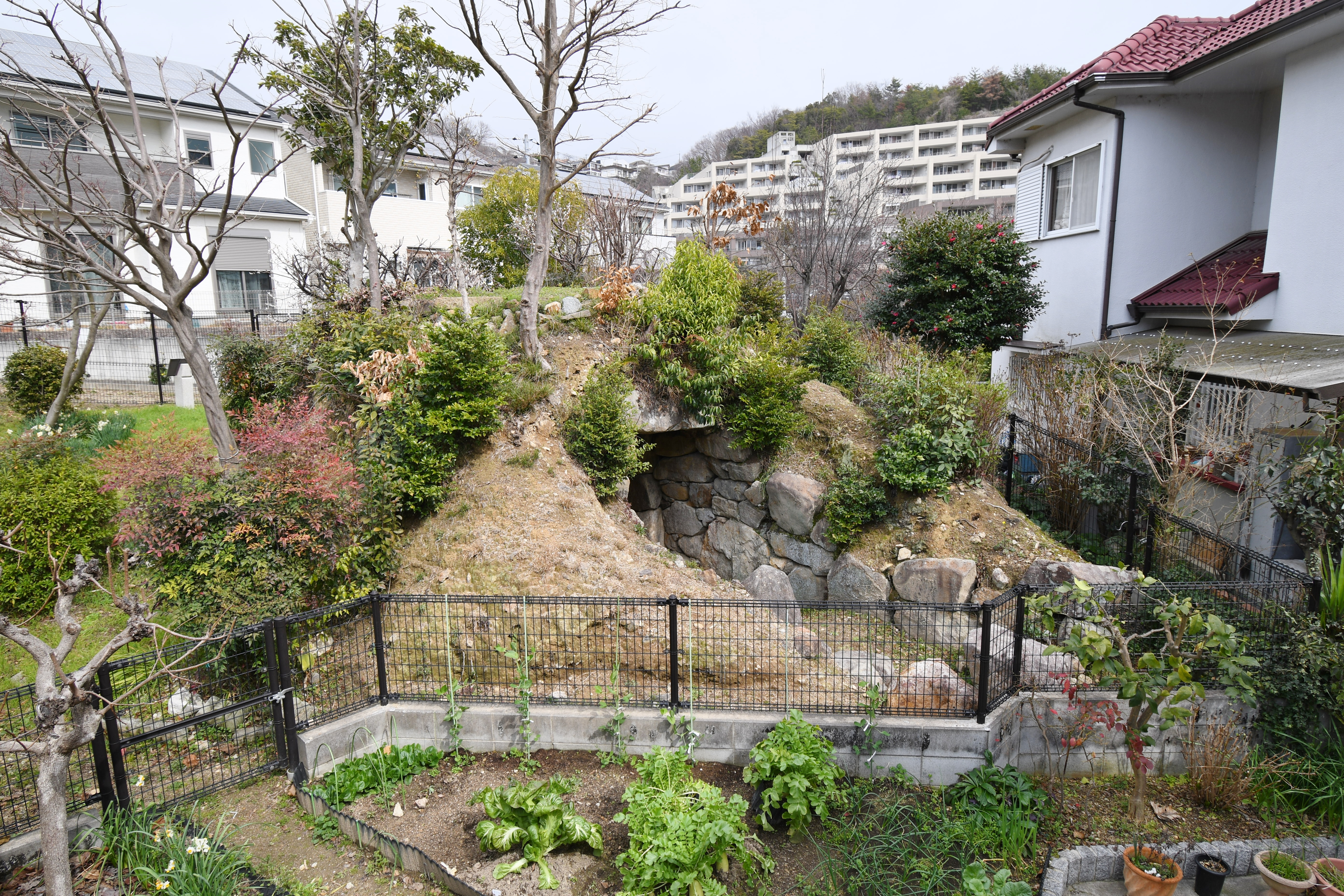
2号墳

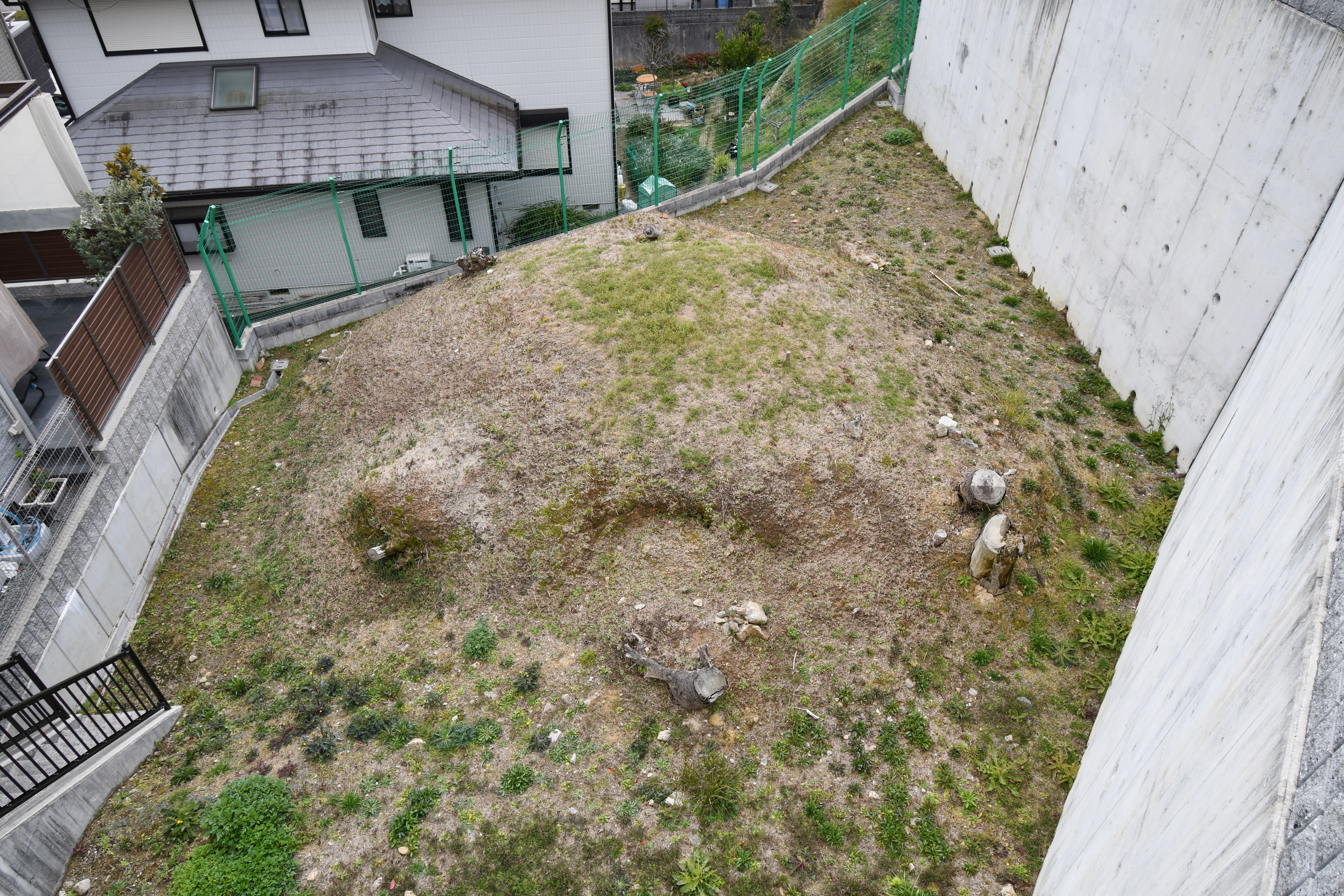
3号墳

| 古墳名 | 墳丘 | 墳丘    | 埋葬施設                      | 備考           |
| ------ | ---- | ------- | ----------------------------- | -------------- |
| 1号墳  | 円墳 | 直径12m | 両袖式横穴式石室              |                |
| 2号墳  | 円墳 | 直径11m | 両袖式横穴式石室 （複室構造） | 宝塚市指定史跡 |
| 3号墳  | 円墳 | 直径12m | 両袖式横穴式石室              |                |
| 4号墳  | 円墳 |         |                               | 現在は消滅     |

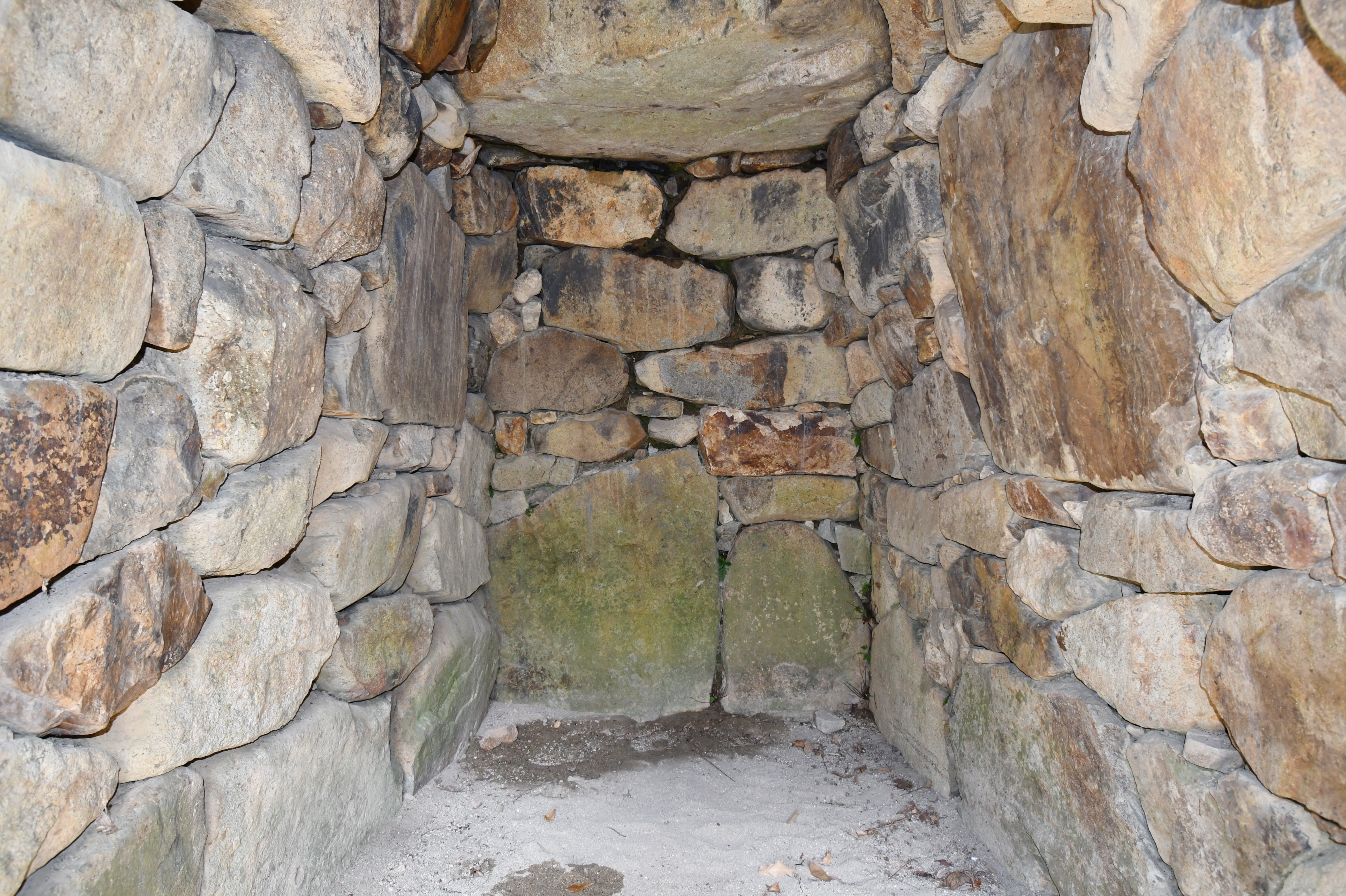
2号墳 石室後室（玄室）
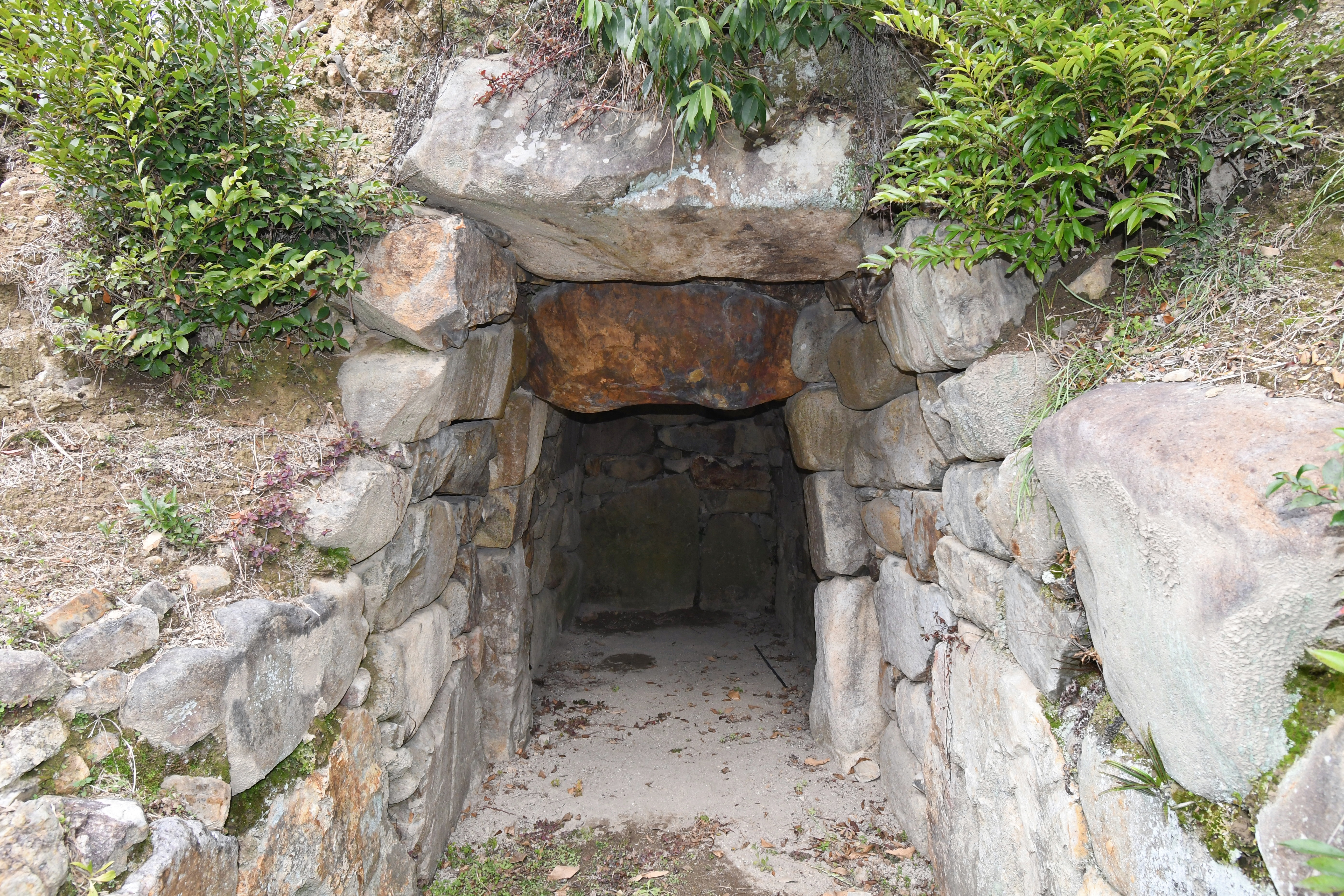
2号墳 石室前室
2号墳 石室俯瞰図
2号墳 石室展開図

## 文化財

### 宝塚市指定文化財
- 史跡
  - 中筋山手東2号墳 - 1976年（昭和51年）3月30日指定。

## 関連文献
（記事執筆に使用していない関連文献）
- 『宝塚市史』 第4巻 資料編1、宝塚市、1977年。